# Auhof (Kirchberg an der Murr)
Der Auhof ist ein abgegangener frühmittelalterlicher Hof, der auf der Gemarkung von Kirchberg an der Murr im baden-württembergischen Rems-Murr-Kreis lag. Die genaue Lage der Wüstung in der Flur Untere Au ist nicht bekannt. Ebenso ist über die Geschichte des Auhofs so gut wie nichts mehr bekannt.

## Lage und Geschichte
Vermutlich entstand der Auhof in der Merowingerzeit in der Flur Untere Au in der Nähe eines verlassenen römischen Gutshofs (Villa rustica), dessen Reste 1924 entdeckt wurden. Durch den nahen Eichbach konnte der Hof mit frischem Wasser versorgt werden. Etwa einen Kilometer nordwestlich zog die römische Heerstraße von dem Vicus Benningen zum Kastell Murrhardt.
Bei Ausgrabungen wurden im 19. Jahrhundert Mauerreste freigelegt. Weiterhin kam ein Grab mit Skelettresten und einem Schwert (ein Sax) zum Vorschein. Dieser Fund ermöglicht eine ungefähre Datierung der Siedlung: Grabbeigaben wurden durch die Christianisierung der Germanen unüblich und der Sax wurde im 9. Jahrhundert allmählich durch modernere Schwert-Typen abgelöst. 
Wann die Siedlung zerstört oder aufgegeben wurde, ist nicht bekannt.